# Tajné spisy Henriho Lobineaua
Tajné spisy Henriho Lobineaua (francouzsky Dossiers secrets d'Henri Lobineau), také nazývané Lobineauovy spisy nebo Tajné spisy, jsou sérií podvržených dokumentů zhotovených francouzským fabulátorem Pierrem Plantardem a jeho pomocníkem Philippem de Cherisey a následně mezi lety 1964–1967 uložených ve Francouzské národní knihovně jako anonymní dar. V centrální kartotéce jsou evidovány od roku 1975 pod označením „4° LM1 249“.

## Popis
Nejde o staré pergameny, ale o soudobé dokumenty, v současnosti přenesené na mikrofilm a dostupné prostřednictvím vyhledávače. Jejich rozsah není velký. Pevné desky obsahují různorodý soubor veskrze neúplných dokumentů: výstřižků z novin, dopisů, vložených reklamních listů, několik rodokmenů a stránky zřejmě vytržené z jiných děl, často opatřené poznámkami a rukopisnými opravami.

### 1. dokument
První byl v lednu 1964 uložen dokument s názvem Généalogie des rois mérovingiens et origine de diverses familles françaises et étrangères de souche mérovingienne (Genealogie merovejských králů a původ rozličných francouzských i zahraničních rodin z rodu Merovejců). Okopírovaný dokument je podepsán jakýmsi Henrim Lobineauem. Zabývá se otázkou merovejských králů a tím, jak jejich pokrevní potomstvo zůstává přítomno v mnohých francouzských rodinách. Rodina Plantardových zde figuruje v přímé linii s jistým Sigebertem IV., představujícím utajeného syna Dagoberta II.

### 2. dokument
Druhý úředně potvrzený vklad se datuje do srpna 1965. Má titul Les descendants mérovingiens ou l'énigme du Razès Wisigoth (Potomci Merovejců aneb tajemství Razès v době Visigótů), který je podepsán jiným pseudonymem „Madeleine Blancasall“ a naznačuje opět existenci jakéhosi potomstva Merovejců, ale tentokrát spojené s tajemstvími oblasti Razès, v regionu Rennes-les-Baines a nedalekého Rennes-le-Château.

### 3. dokument
Třetí dokument byl uložen v květnu 1966. Objevil se pod titulem Un trésor mérovingien ?… Rennes-le-Château… (Poklad Merovejců v… Rennes-le-Chateau… podepsaný Antoinem l´Ermite. Jednoznačně se jedná o pseudonym odvozený ze jména oblíbeného sv. Antonína Poustevníka (l´Ermite = „poustevník“), jehož sochu lze nalézt v chrámu v Rennes-le-Chateau. Dokument představuje brožurka o devíti stranách, která není nic jiného než reprodukce kapitol z knihy Roberta Charrouxe, autora obecně se specializujícího na záhady a jednoho z prvních, který psal o záhadách Rennes-le-Chateau. Text knihy a jeho kopie jsou shodné až na dvě drobné změny.

### 4. dokument
Čtvrtý dokument datovaný v listopadu 1966 se představuje jako dodatek k prvnímu dokumentu. Autor, jakýsi S. Rouxe, zde uvádí výpovědi učiněné jistým Lionelem Burrusem. Nachází se zde kopie jeho článku napsaného do časopisu Genevoiský katolický týden (Semaine Catholique Genevoise), nadepsaného Uděláme tečku, ve kterém identifikuje Lobineaua jako Leo Schidlofa, zemřelého o měsíc později ve Vídni ve věku 80 let. S. Rouxe obviňuje Burruse a Schidlofa z toho, že jsou sovětští agenti. Ve skutečnosti však pro zmiňovaný časopis žádný takový autor nikdy nepsal a dokument je zřejmě záměrně napsaný odlišným stylem, aby se nejevil jako psaný Lobineauem, autorem prvního dokumentu.

### 5. dokument
Pátý dokument, který poněkud narušuje sérii, nese název Serpent rouge (Červený had). Je to odvážná báseň v próze o třinácti strofách, pojmenovaných podle znamení zvěrokruhu (včetně dodatečného 13. znamení Hadonoše, vloženého mezi znamení Štíra a znamení Střelce) spojená se sérií plánů a diagramů týkajících se semináře v ulici St. Sulpice a sousedícího kostela Saint-Germain-des-Prés v Paříži. Místa, která Plantard navštěvoval v mládí. Dokument byl opatřen razítkem při podání na poštu dne 20. března 1967, ovšem s textem podepsaným 15. února 1967. Toto časové rozmezí je důležité v souvislosti se třemi předpokládanými autory: Pierrem Feugerem, Louisem Saint-Maixentem a Gastonem de Kokerem. Všichni byli skutečnými osobami a všichni zemřeli mezi 15. únorem a 20. březnem 1967. Je možné, že skutečný autor se pokusil zastřít svou totožnost tím, že použil tři jména nalezená v novinové rubrice nekrologů mezi sebevražednými úmrtími.

### 6. dokument
Šestý a poslední soubor dokumentů této série se jmenuje Le Dossiers secrets de Henri Lobineau (Tajné spisy Henriho Lobineaua) a byl shromážděn jakýmsi Philippem Toscan du Plantierem. Titul dal jméno celé sérii a zároveň podal i poslední zprávu o identitě autora spisů: Lobineauovi. V Národní knihovně byl uložen v dubnu 1967.

## Henri Lobineau
Henri Lobineau je pseudonym odvozený z názvu ulice rue Lobineau ležící blízko ulice St. Suplice v Paříži. Určité pozdější texty z těchto spisů jsou jako skutečnému autorovi připisovány Leo Schidlofovi, protože texty odpovídají jeho stylu, třebaže byly zveřejněny až po jeho smrti v říjnu 1966. Leo Schidlof byl rakouský obchodník s uměním, který se usadil v Londýně v roce 1948. Jeho dcera vždy popírala, že by její otec někdy použil tento pseudonym, nebo že by měl jakoukoliv spojitost s touto publikací. Ke vzniku zmatku přispělo i tajné společenství „Převorství sionské“ (viz níže), které v sedmdesátých letech 20. století vydalo texty s tvrzením, že Henri Lobineau byl francouzský aristokrat, Henri, hrabě z Lénoncourtu.

## Převorství sionské
Mezi spisy je rukopis datovaný do roku 1956, který potvrzuje existenci tajné společnosti nazvané Převorství sionské a vypráví jeho údajnou historii od předpokládaného založení Godefroyem de Bouillon v roce 1099. Nalezneme zde také seznam velmistrů, kteří se vystřídali v čele této organizace od 12. století, mezi kterými figurují Leonardo da Vinci, Victor Hugo, Claude Debussy i Jean Cocteau.
Cílem Převorství sionského údajně bylo nastolení vlády potomků dynastie Merovejců pokrevně spřízněné s Ježíšem Kristem ve Francii, v celé Evropě i Jeruzalémě. Později se ukázalo, že celý podvod měl pravděpodobně sloužit k potvrzení Plantardova vlastního nároku na francouzský trůn.

## Další souvislosti
- V roce 1982 inspirovaly Tajné spisy Henriho Lobineaua tři autory Michaela Baigenta, Richarda Leighta a Henryho Lincolna k napsání eseje o alternativní historii nadepsané L´Enigme sacrée (Svatá záhada). Spisy, které použili k svému výzkumu o Převorství sionském, považovali za historicky věrohodné.
- V roce 1984 vystoupil Pierre Plantard z Převorství sionského poté, co byl diskreditován novinářem Jeanem-Lucem Chaumeilem.
- V roce 1992 Pierre Plantard doznal svůj podvod před francouzskou justicí v rámci vyšetřování jiného případu.
- V roce 2003 znovu oživil celou mystifikaci Dan Brown jako základ svého románu Šifra mistra Leonarda.